# Psophus stridulus
Genre
Espèce
Psophus stridulus, l'Œdipode stridulante, est une espèce d'insectes de l'ordre des orthoptères et de la famille des Acrididae. C'est la seule espèce de son genre Psophus.

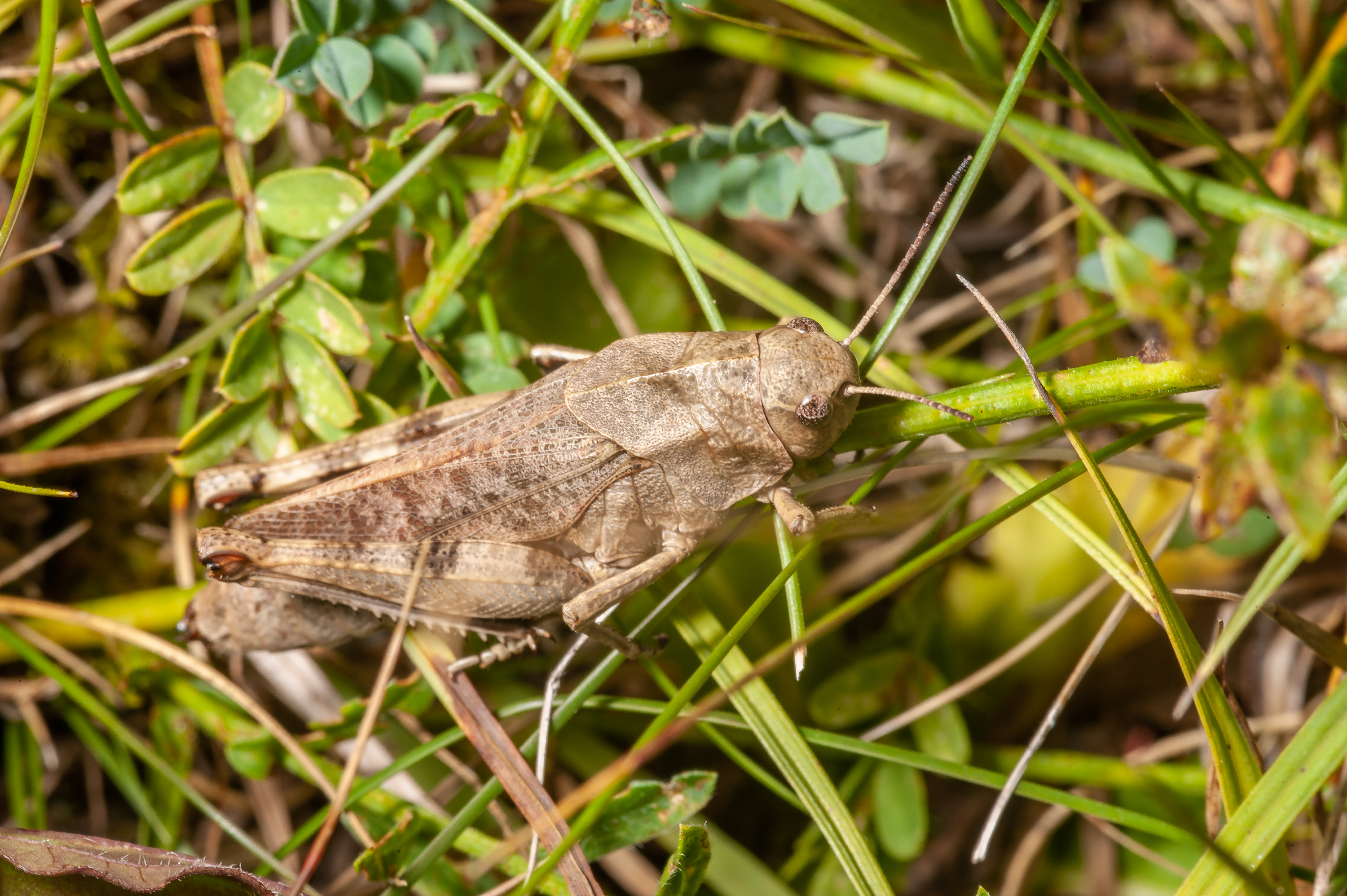
Femelle.

## Habitats
Pelouses clairsemées surtout en altitude.

## Synonyme
- Gryllus (Locusta) stridulus Linnaeus, 1758